# ZSU-23-4
ZSU-23-4 シルカ（ロシア語: ЗСУ-23-4 ≪Шилка≫ゼーエスウー・ドヴァーッツァチ・トリー・チトィーリェ・シールカ）は、ソビエト連邦で開発された自走式高射機関砲である。
「ZSU（ロシア語: ЗСУ）」は、ロシア語で「自走高射装置」を意味する「Зенитная Самоходная Установка」の略で、「防空兵器には河川名に由来する愛称をつける」というソ連の方針に沿い、シルカ川に因んだ「シルカ」という愛称がつけられた。GRAUインデックスは2A6（ロシア語: 2А6）。

## 開発
前型の自走式高射機関砲であるZSU-57-2は、57mm機関砲2門を装備し、初期の追尾誘導コンピュータを用いていた。しかし、ZSU-57-2は高速で飛行するジェット機に対して大きな成功を収めたとは言えず、少数の配備に留まった。一方で、タイヤを装備しており、牽引式ながら高い機動性を持つZPU機関砲シリーズは、多くの装甲車両に搭載された14.5mm重機関銃をはじめ、ソ連軍の標準対空装備となっていた。この対空システムの23mm口径シリーズの決定版となったのが、ZU-23-2連装機関砲であった。
こうした中、高度2.5-1.5kmまでの航空機と距離1.8kmまでの地上軽装甲車両を攻撃できる、機甲師団の中高度域防空システムとなる自走機関砲を開発せよという要求のもと、1958年に開発が始まった。水陸両用戦車であったPT-76のプラットフォームに23mm機関砲を4門装備したZSU-23-4は1964年に採用され、この新型対空車両は改良されたレーダーシステムを用い、優れた火力と命中率を誇り、低高度を飛行する航空機にとって大きな脅威となった。

## 設計
ZSU-23-4は、280馬力のV6R ディーゼルエンジン1基と250リットルの燃料タンク2基を備え、通常で400km走行できた。これに加え、APUとして74馬力のガスタービンエンジンも搭載し、エンジン停止中も射撃が可能であった。車体には砲弾片や7.62mm銃弾を防ぐ程度の装甲が施され、機甲部隊との随伴もある程度は可能である。しかし、重装甲車両ではないので、対戦車ミサイルや戦車などの攻撃により容易に破壊されるという生存率の低さも指摘されている。

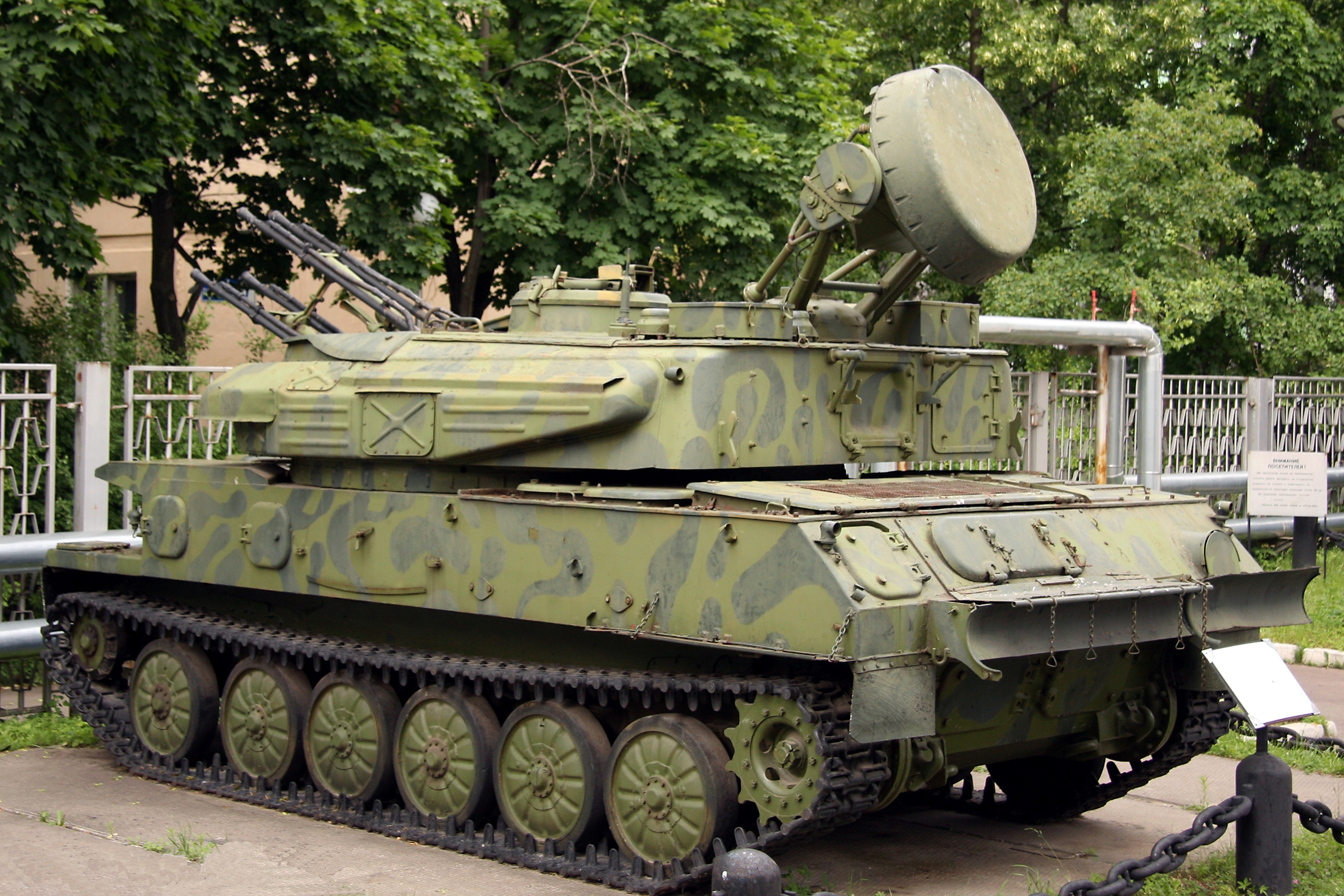
ZSU-23-4 後方より
右側に向けられている台皿型のものがRPK-2 ヴィユーガ レーダー

ZSU-23-4は、RPK-2 ヴィユーガ（NATOコードネーム：B-76 ガンディッシュ）レーダーにリンクした液冷式のAZP-85 23mm機関砲を備えた砲塔を搭載した。RPK-2 レーダーは半径20kmまでの目標を探知することができ、さらに、半径8km以内の目標を照準かつ追跡（追尾）することができる。各機関砲へは50発（もしくはより少量）ずつベルトで給弾が行われる。発砲は4門同時の他、4通りの2門ずつ発射が可能である。各機関砲は毎分1,000発の機関砲弾を発射でき、故に4門で毎分4,000発の砲弾を発射することが可能であるとされる。しかし、初期型では冷却システムに欠陥があり、機関砲冷却のために射撃を休まねばならず、1門につき15秒以上の連続射撃は行わないことという制限が設けられた。そして、冷却不十分のまま射撃を再開してしまうと砲身焼損か弾切れのどちらかになるまで射撃が止まらなくなるコックオフを高確率で引き起こした。砲身焼損の場合は機関砲の交換で済めばいい方で、重篤なケースとしては砲が完全に壊れてしまい修理不能になることも多く、最悪の場合砲身が融解したこともある。ZSU-23-4は優れた防空兵器であったが、この制約により攻撃力はやや劣るものになった。この欠陥は、改良型ZSU-23-4Mにおいて対策が行われ、冷却装置の改善により砲身の信頼性は非常に高まり、制限は撤廃された。AZP-85の最大有効射程は7,000m、最大射高は5,100mであるが、対空射撃における有効射程は2,500m前後である。また、追加兵装として砲塔後部左右に各2基ずつ計4基の9K38 イグラもしくは9K38-M イグラ-1を装備できる。
前任のZSU-57-2が目視による光学照準で、砲塔は油圧による動力旋回機構を持つが、それでも旋回が遅く、高速で移動するジェット機への対応が難しく、加えて上面が開放式のためにNBC防護不能なのに対し、シルカは密閉式砲塔でNBC防護が可能であり、レーダーと機関砲をリンクさせ、砲塔旋回用のAPUを搭載することにより旋回速度を高速化しているためより有効な対空兵器になった。ただし、砲が小口径になったことで1発の威力や射程は大幅に低下している。
一部で指摘される問題として、レーダーがRPK-2の1基のみであり、捜索用と追跡用が分離されていないという点がある。これにより、1基のレーダーで両方の役目を兼任させねばならず、事実上単一目標にしか対処できないため、特定目標との交戦中に別の目標を探知するのは不可能となっている。現代の対空戦車では捜索用と追跡用の2基のレーダーを搭載するのが標準的であり、世界初のレーダー搭載対空戦車であるシルカは、この点では旧式であると言える。

## 運用

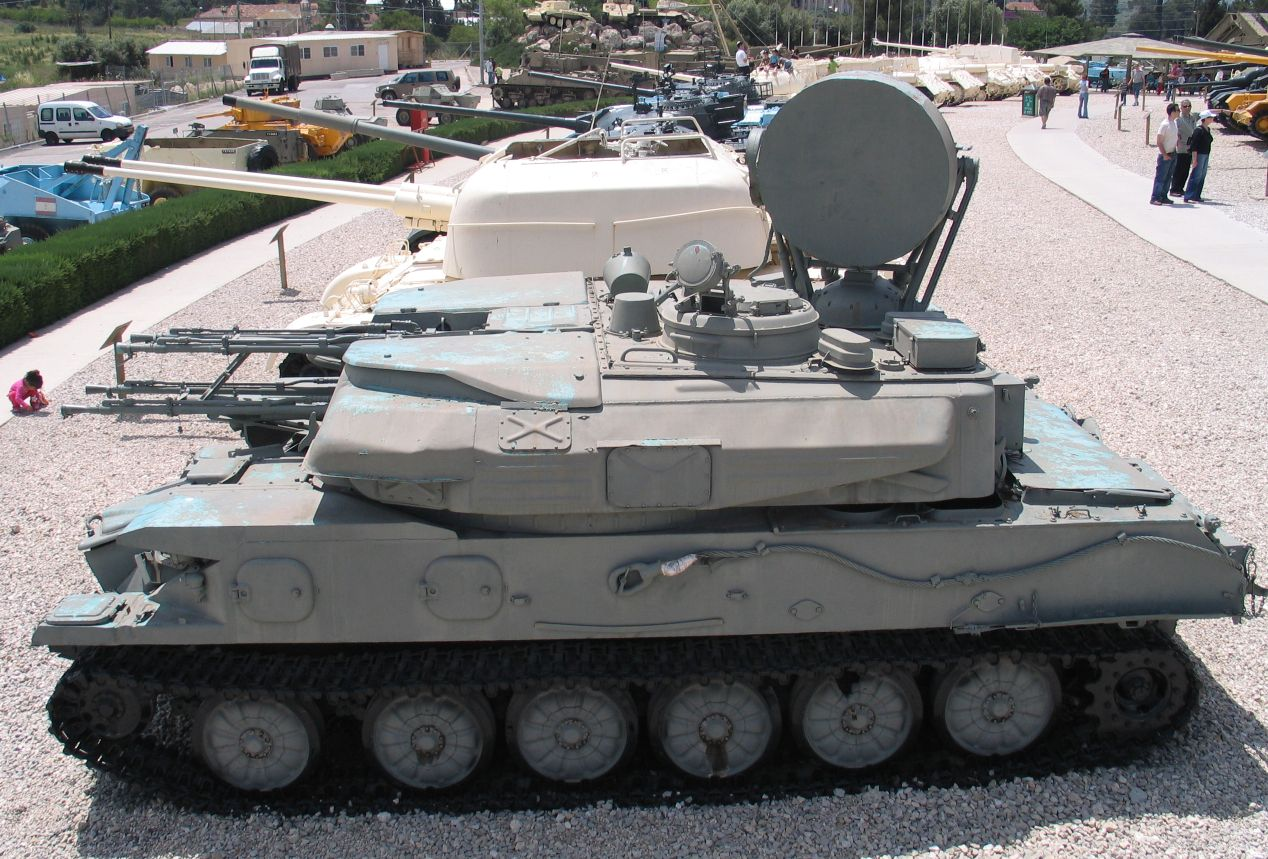
イスラエルで展示されるZSU-23-4

ZSU-23-4は、1965年11月の革命記念軍事パレードで初公開された。その後、多数が東側諸国や中東地域の親ソ連諸国に供与され、1967年の第三次中東戦争以降、多くの実戦に投入された。中でも、第四次中東戦争では、地対空ミサイルと組み合わせて構成されたアラブ諸国の防空コンプレックスが多くのイスラエル空軍機を撃墜した。中高度を守る2K12 クープ（SA-6 ゲインフル）地対空ミサイルや、低高度を守る9K31 ストレラ-1（SA-9 ガスキン）地対空ミサイルの攻撃を避けて超低空へ侵入したイスラエル空軍機は、みすみすZSU-23-4の餌食となった。
1979年に始まったソビエト・アフガン戦争では、輸送車列の護衛任務に就き、仰角を大きく取ることができるという性質上、高台から攻撃を仕掛けてくるゲリラへの有効な防御兵器となった。ムジャーヒディーンは本車の破壊的な弾幕射撃を恐れた。この時に鹵獲された車体が紛争後のアフガニスタン軍に残され、2001年10月に始まったアフガン・対テロ戦争ではターリバーン政権軍の保有する本車両がアメリカを中心とする多国籍軍を迎え撃っているが、戦果は伝えられていない。戦後新たに編成されたアフガニスタン陸軍でも、少数のZSU-23-4が運用されている。
現代ではいささか旧式な車両であり、装甲が薄く、砲の射程も新しい30mm砲や35mm砲となどと比べると短いながら、発展途上国では、防空任務ではなく、近接火力支援などの任務に投入されているため、しばしば撃破されている姿が伝えられる。近接火力支援には不要なレーダーを外している車両もある。シリアでは内戦において火力支援用として用いており、保護のため車体にスラットアーマーを施した車両や砲身に鋼のシールドを施した現地改造車が登場している。
ソ連では後継車両として2K22 ツングースカが開発されているが、価格の高騰などの理由で配備ははかどっておらず、現在も多くの国でZSU-23-4は運用が続けられている。また、冷戦終結後は2A38M 30mm機関砲のような各種の異なる機関砲やレーダー・システムを搭載する発展型も開発されている。

## 派生型

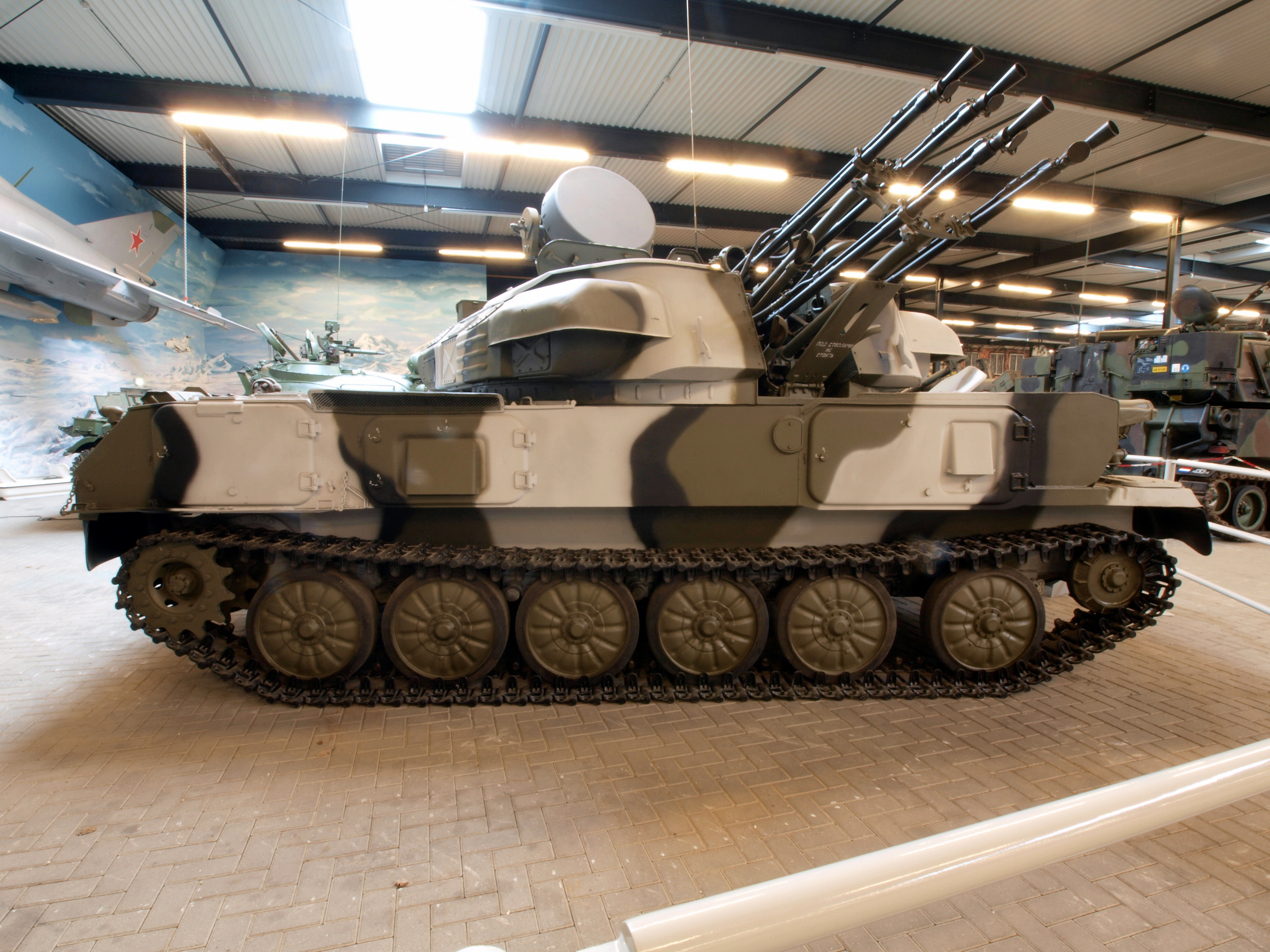
ZSU-23-4V1

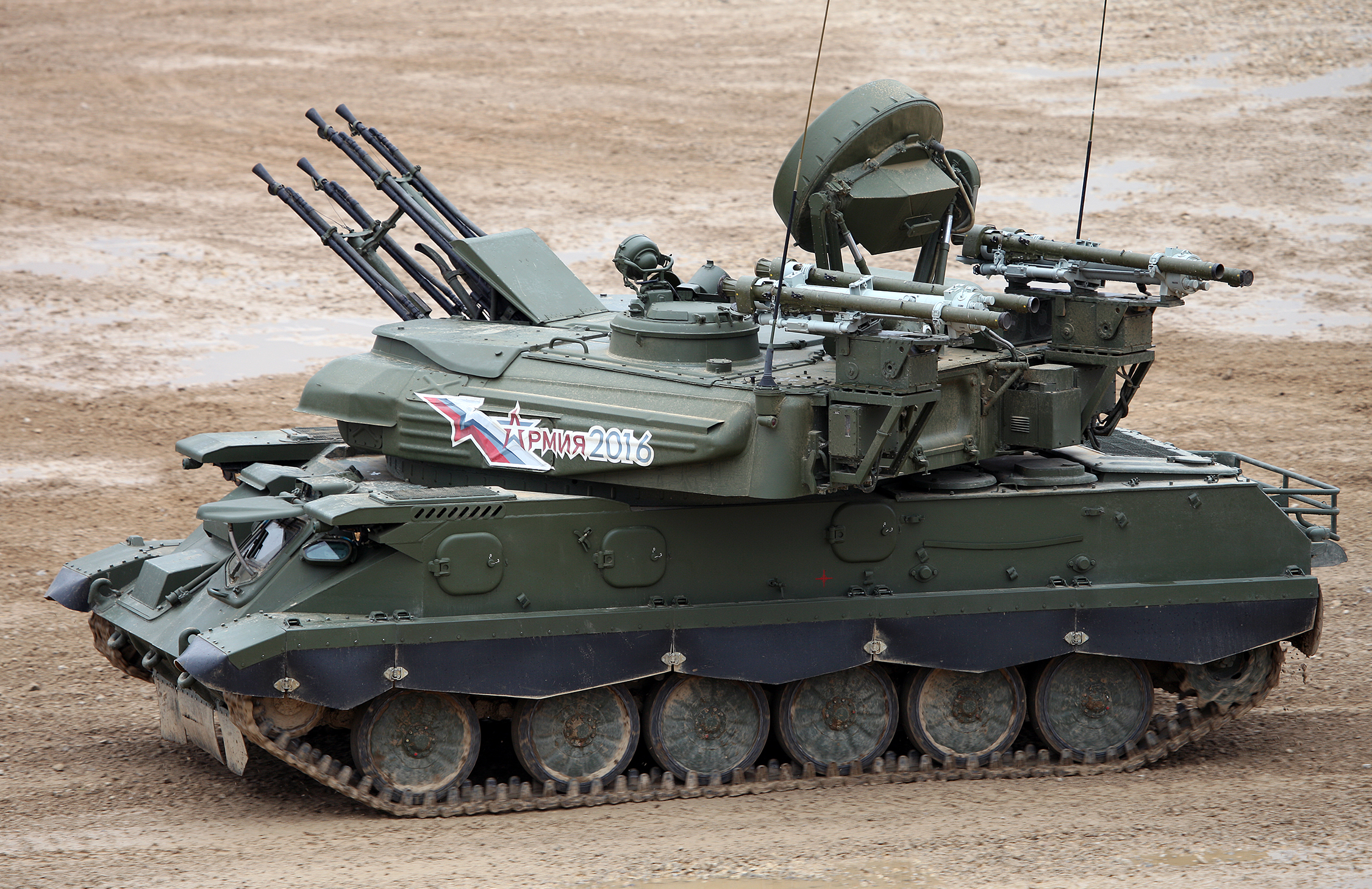
ZSU-234M4。砲塔後部に、9K38 イグラMANPADSの連装ランチャーを2基装備している。

ZSU-23-4（ЗСУ-23-4 ≪Шилка≫）
1964年に開発。最初期型で、最初の量産型である。以降の型とは砲塔前面部の形状が異なっていることで識別できる。
ZSU-23-4V（ЗСУ-23-4В）
1968年に開発。電子機器の冷却システムと車内換気システムを改良し、車長用光学照準器を装備した。多数が生産された量産型となった。
ZSU-23-4V1（ЗСУ-23-4В1）
1972年に開発された発展型。射撃管制装置とエンジンを更新している。
ZSU-23-4M（ЗСУ-23-4М ≪Бирюса≫）
1977年に開発された発展型。RPK-2 トーボルに換えてヴィユーガレーダーを搭載した発展型。射撃管制装置がデジタル・コンピュータ化され、銃身のための追加装甲、1-3個の砲塔外付け式弾薬庫により個別に作戦行動を取れるようになった。砲身冷却装置が改善され、連射時間制限を撤廃。
ZSU-23-4MZ（ЗСУ-23-4МЗ）
1977年開発。敵味方識別装置（IFF）を搭載した部分改良型。なお、既存のZSU-23-4Mもオーバーホールの際に順次IFFを搭載しMZ型に改修されている。
ZSU-23-4M2（ЗСУ-23-4М2）
1987年開発。近距離戦闘能力を重視し、レーダーとレーダー火器管制装置を撤去、戦車用の夜間暗視装置を搭載した発展型。電子装置の搭載スペースは弾薬庫に変更され、搭載弾数は2,000発から4,000発に増加している。アフガン紛争で対ゲリラ戦用途に活用され、"アフガン型"の通称で呼ばれる。
ZSU-23-4M4（ЗСУ-23-4М4）
各部の駆動装置を油圧式に改良し、センサーと射撃管制装置を近代化し、9K38 イグラ近距離地対空ミサイルの連装発射機2基を砲塔後部に搭載した近代化改良型。1999年より生産。

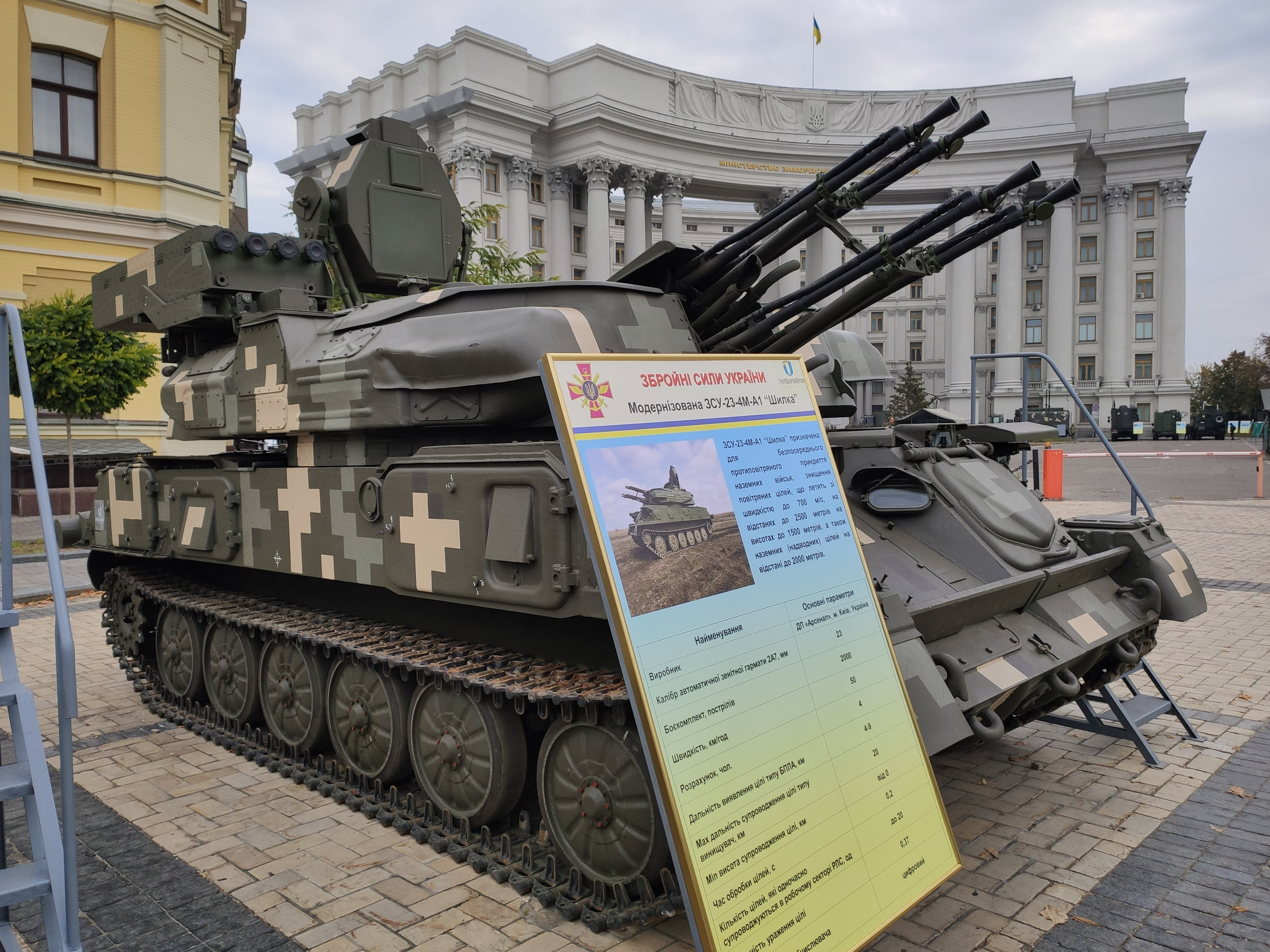
ZSU-23-4M-A1ロカーチュ

ZSU-23-4M-A1
2015年に開発されたウクライナの近代化改修型。レーダーを新型のデジタル・レーダー「ロカーチュ（Рокач）」に換装したほか、赤外線暗視装置・テレビカメラ・レーザーレンジファインダーを追加したうえで、砲塔上部の右側後方にMANPADSの4連装ランチャーを装備している。
ZRAK ドネーツィ（ЗРАК Донець）
1999年にウクライナで開発された後継型。ЗРАКとは「ЗЕНИТНЫЙ РАКЕТНО-АРТИЛЛЕРИЙСКИЙ КОМПЛЕКС」の略号で、ウクライナ語で"防空ミサイル-砲システム"を意味する。
T-80UDの車体に箱型の戦闘室を増設し、ZSU-23-4の砲塔を搭載したもので、砲塔の左右両脇には9K35 ストレラ-10 携行対空ミサイルの連装発射機を装備している。
ZSU-23-4M5（ЗСУ-23-4М5）
ベラルーシで開発された改良型。センサーと射撃管制装置を近代化し、砲塔後部左右に近距離地対空ミサイルの3連装発射機を搭載している。

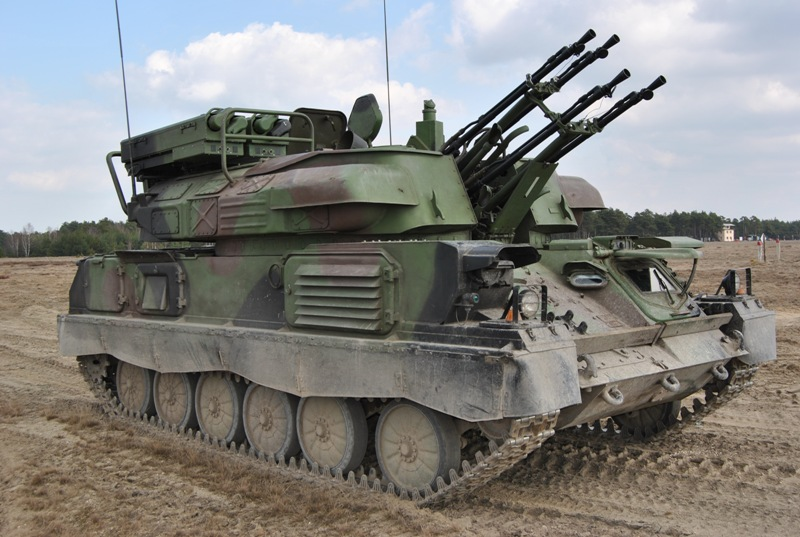
ZSU-23-4MP

ZSU-23-4MP Biała
ポーランドで開発された改良型。射撃管制装置と照準装置を光学システムに改め、国産のグロム（Grom：雷の意）地対空ミサイルの連装発射機2基を砲塔上右側に搭載している。
M-1989
朝鮮民主主義人民共和国（北朝鮮）がZSU-23-4を参考に開発した自走対空砲。AK-230用の2連装30mm機関砲を搭載し、レーダーとしてMR-104「ドラム・ティルト」に近似した火器管制レーダーを装備している。
M-1994
北朝鮮によるM-1989の改良型。搭載砲をAO-18に酷似した6砲身30mmガトリング砲に換装し、砲塔左右に携帯式地対空ミサイルを4基装備している。またレーダーも目標追尾用と追跡用の国産レーダーをそれぞれ搭載している。

## 運用国
- ロシア連邦
- アゼルバイジャン - 2024年時点で、アゼルバイジャン陸軍がZSU-23-4を保有[6]。
- ベラルーシ
- トルクメニスタン - 2024年時点で、トルクメニスタン陸軍が48両のZSU-23-4を保有[7]。
- ウクライナ
- ブルガリア - 2024年時点で、ブルガリア陸軍が数量不詳のZSU-23-4を保有[8]。
- アフガニスタン
- アンゴラ
- ポーランド
- ルーマニア
- チェコスロバキア
- チェコ
- スロバキア
- ハンガリー
- ドイツ
- 北朝鮮[注 1]
- ベトナム
- インド
- イラン
- イラク
- ヨルダン
- キルギス - 2023年時点で、キルギス陸軍が24両のZSU-23-4を保有[9]。
- レバノン
- イエメン
- エジプト - 2024年時点で、エジプト陸軍が120両のZSU-23-4を保有[10]。
- リビア - 2025年のリビア国民軍の軍事パレードで確認されている[11]。
- モザンビーク
- ナイジェリア
- ソマリア
- キューバ
- ペルー
- イスラエル
- アメリカ合衆国[注 2]

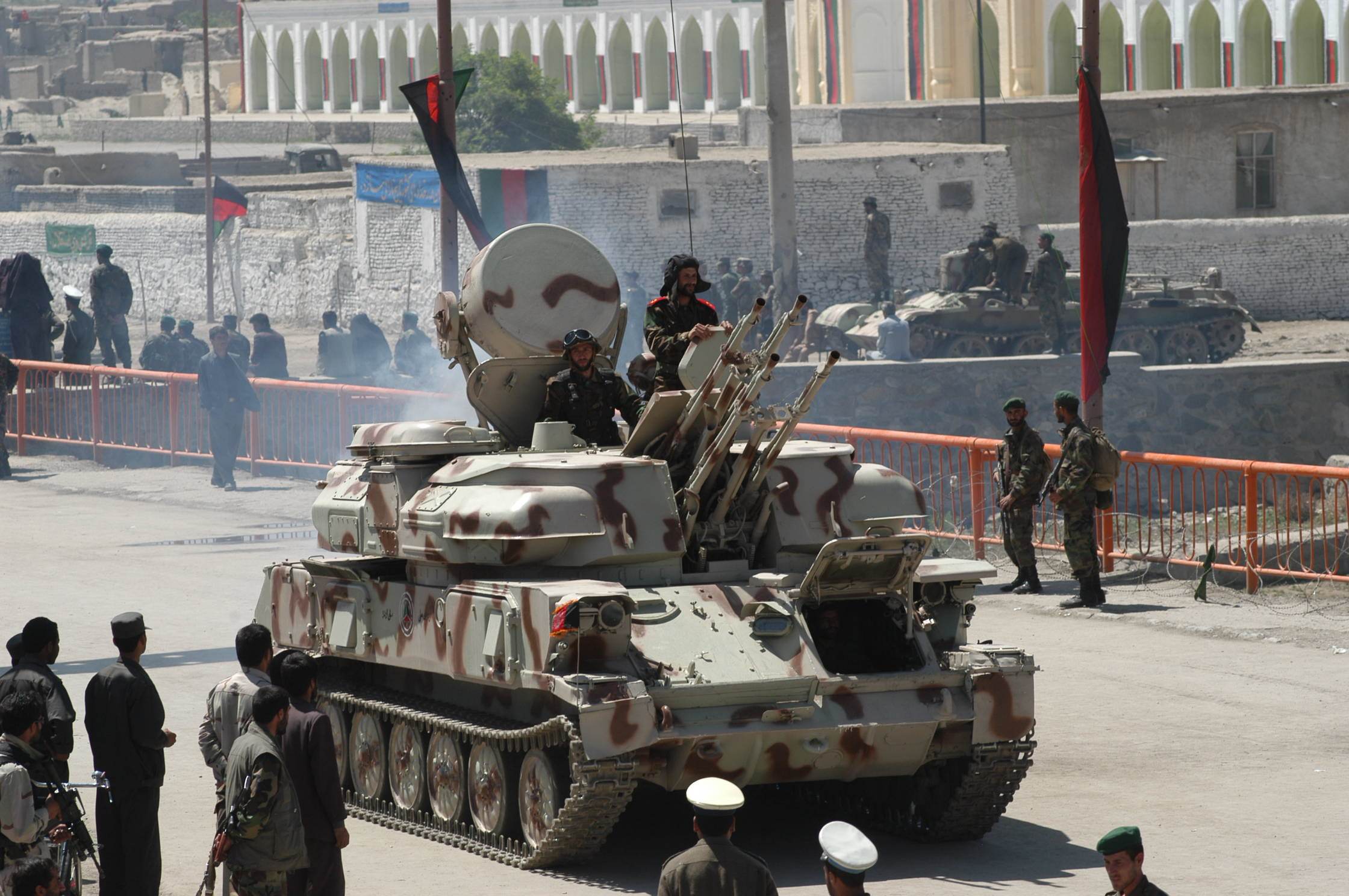
アフガニスタン軍のZSU-23-4
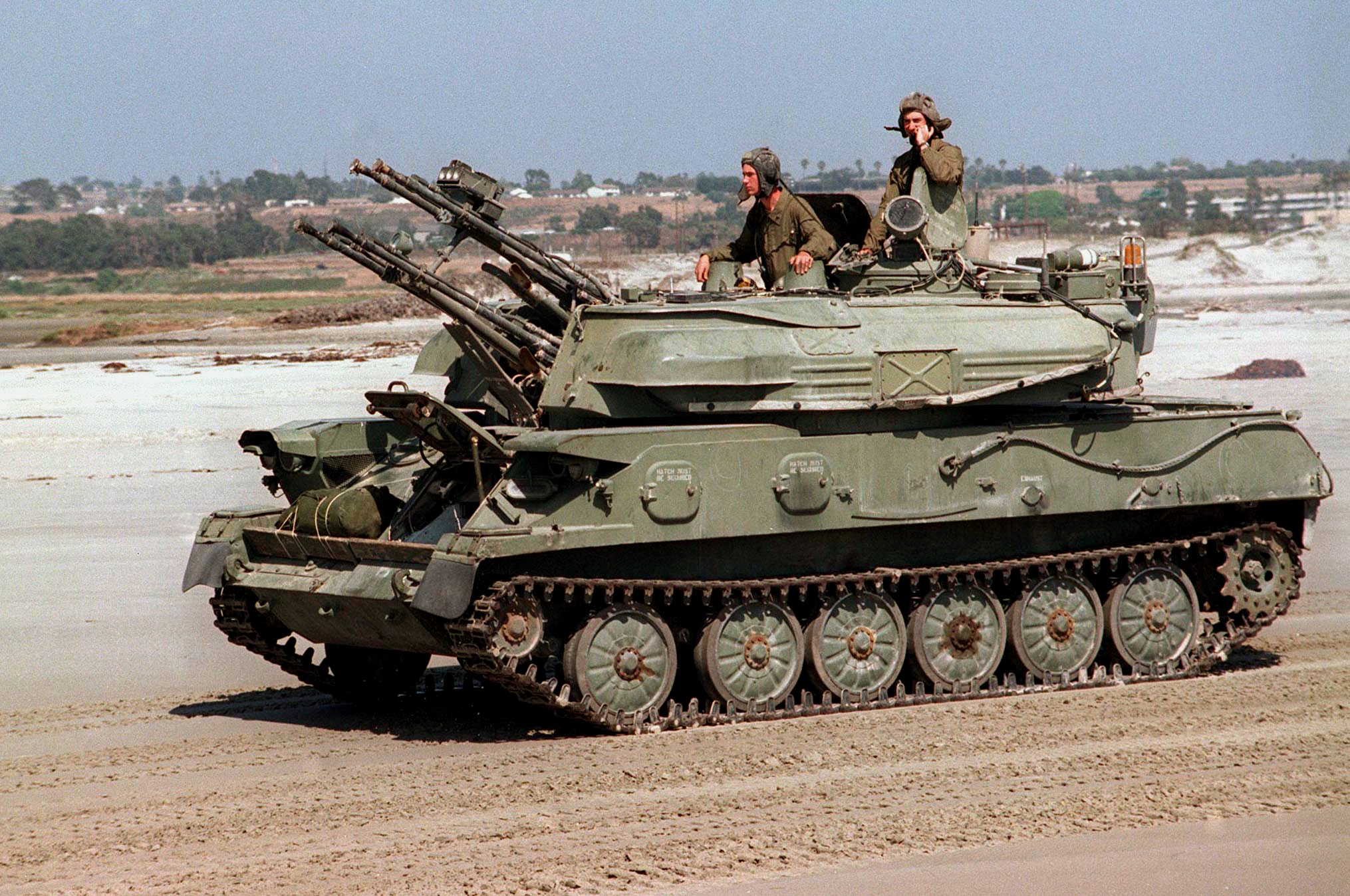
アメリカ海兵隊で仮想敵部隊として運用されるZSU-23-4
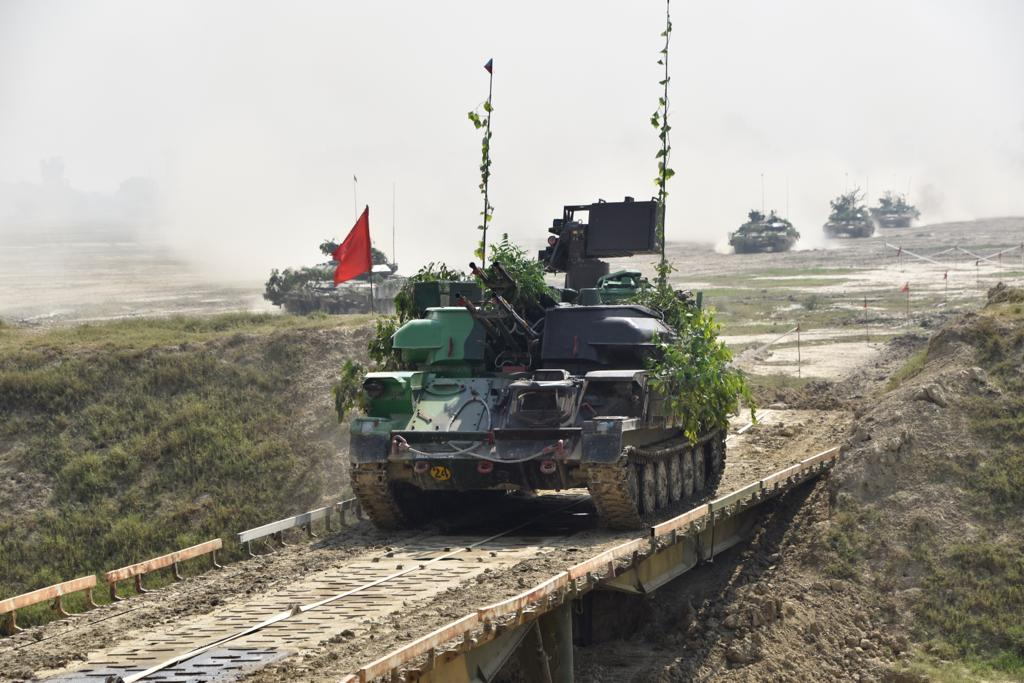
インド軍のZSU-23-4

## 登場作品

### 映画
『FUTURE WAR 198X年』
東西ドイツ国境に配備されている。ソ連軍戦車隊を攻撃するアメリカ陸軍のAH-64 アパッチを撃墜するほか、西ドイツ空軍のトーネードを迎撃し、1機を撃墜する。
『アヴァロン』
映画の冒頭、仮想空間の戦場に登場する戦闘車両としてT-72と共に登場。
ロケ地のポーランド陸軍の車両で、射撃シーンは実際には4門のうち2門だけを発砲し（弾薬代は実費請求されるので予算の節約のため）、後にCG処理で4門全てを発砲しているように合成している。
『イントルーダー 怒りの翼』
北ベトナム軍の車両として登場するが、実際には北ベトナムは同車を装備していなかったので、登場するのは誤りである。
下記の『ランボー3/怒りのアフガン』『若き勇者たち』に登場したものと同じ改造車両である。
『ランボー3/怒りのアフガン』
クライマックスの戦闘シーンに登場。
『イントルーダー 怒りの翼』『若き勇者たち』に登場したものと同じ改造車両である。
『若き勇者たち』
ソビエト侵攻軍の車両として登場。
当作品のために製作されたM8トラクターの払い下げ品を大改造したレプリカ車両で、アメリカの映像作品向け軍用車両レンタル会社の所有品である。主砲の4連装23mm機関砲はM16対空自走砲などに搭載されたM45 4連装12.7mm対空機関銃架を元にしたものが使用されている。

### 小説
『Avalon 灰色の貴婦人』
作品のクライマックス、スローター・ブリッジのフラグとして登場。

### ゲーム
『ARMA 2』
プレイヤーやAIが操作可能。
『Digital Combat Simulator』
プレイヤーが操作することはできないAI専用兵器として登場。プレイヤーやAIが操縦する航空機の脅威、あるいは爆撃目標となる。
簡易的なFPS化を行う有料アドオン・モジュール「DCS: Combined Arms」を導入すると、プレイヤーがZSU-23-4を操縦し戦闘を行うことも可能となる。
『Operation Flashpoint: Cold War Crisis』
ソ連軍陣営で使用可能な自走式対空砲として登場する。
『War Thunder』
ソ連の対空車両として登場。
『エースコンバットシリーズ』
『エースコンバット5』
ユークトバニア陸軍が運用している。また、テロリスト集団「灰色の男たち」も同様の自走式対空砲を運用している。
『エースコンバットAH』
ロシア陸軍と、そこから離反したクーデター軍であるNRF(新ロシア連邦)が運用している。
『エースコンバット7』
エルジア陸軍が運用している。

『コール オブ デューティ ブラックオプス』
ソ連軍の自走式対空砲として登場し、Mi-24A ハインドを奪ってクラフチェンコが潜伏している基地を襲撃する主人公、メイソンらの迎撃にあたる。
『大戦略シリーズ』
ロシアなど東側諸国の対空自走砲ユニットとして組み込まれる。
『バトルフィールド2 モダンコンバット』
MECの対空車両として登場する。マルチプレイのみ。
『フィクショナル・トルーパーズ』
エストビア連邦軍が装備する対空車両として登場する。第1回のリプレイ劇画では、アルファジェットを迎え撃って大戦果を上げている。
『レッドクルシブル2』